# Reichskommissar
El reichskommissar en la historia alemana ha sido el título dado para algún cargo oficial determinado y que se empleó durante el Imperio alemán y posteriormente en la Alemania nazi.

## Historia
Imperio alemán
En el unificado Imperio alemán de después de 1871, los reichskommissars eran cargos administrativos que se nombraban para supervisar asuntos especiales. Por ejemplo, hubo destinado un reichskommisar para emigración (reichskommissar für das Auswanderungswesen) en Hamburgo.
El título de reichskommissar también fue usado durante el Imperio alemán para los gobernadores de los Schutzgebiete, término que en alemán hace referencia a los Protectorados, pero también aplicado ordinariamente a las Colonias. Por ejemplo, Heinrich Ernst Göring (padre del luego Mariscal Hermann Göring) fue nombrado reichskommissar de África del Sudoeste Alemana (1885-1890).
Alemania nazi
Durante el periodo nazi el título de reichskommissar fue concedido por Adolf Hitler a una serie de gobernadores, principalmente a aquellos presentes en los territorios ocupados durante la Segunda Guerra Mundial pero también a una serie de cargos en la época de entreguerras. Dependiendo de las circunstancias podían ostentar un mayor grado de represión y autoritarismo, como fue el caso de Erich Koch en Ucrania. Otros reichskommissar destacados durante la contienda fueron Arthur Seyß-Inquart en el Reichskommissariat Niederlande, o Josef Terboven a cargo del Reichskommissariat Norwegen.
Tras la Invasión alemana de la Unión Soviética, estaba prevista su futura división en varios "reichskommissariat": el 17 de julio de 1941, Siegfried Kasche fue nombrado reichskommissar para el previsto reichskommissariat Moskowien, a pesar de que finalmente nunca tomó posesión del cargo. También en ese mismo día, Arno Schickedanz fue nombrado futuro reichskommissar für die Kaukasus, y tampoco llegó a tomar posesión.